# Аргамджи (приток Кара-Чада)
Аргамджи — река в России, протекает в Кош-Агачском районе Республики Алтай. Правый приток Кара-Чада. Одна из 4-х рек, носящих название Аргамджи и протекающих на плато Укок.

## Описание
Река длиной 21 км, истоки реки находятся в леднике хребта Сайлюгем к юго-западу от горы Аргамджи. Течёт на северо-запад, в низовьях русло разделяется на два рукава: правый рукав впадает в реку Калгуты, левый рукав сливается с другой рекой Аргамджи, далее протекает через озеро Гусиное и впадает в реку Кара-Чад.

## Этимология
Название происходит от каз. аргамджи — волосяная веревка.